# Бирилёвы
Бирилёвы (Бирилевы) — древний русский дворянский род.

## Происхождение и история рода

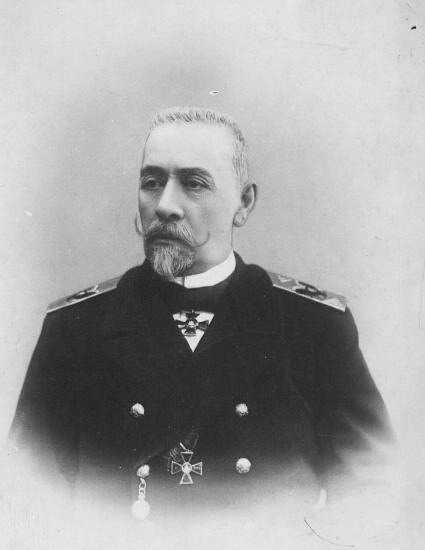
А. А. Бирилёв

Первый известный его представитель — Фёдор, упоминается в 1509 году, когда он был приставом при польском посольстве в Москве. Арап Васильевич сын боярский (1518). Захарию Петровичу пожалованы поместья в Углицком и Устюжском уездах (1546), Григорию Антоновичу в Бежецком верхе (1592). 
В середине XVI века несколько Бирилёвых встречается в новгородских кабальных книгах, а в Смутное время упоминается трое углицких сыновей боярских Бирилёвых: Томило в 1605 году донёс углицкому воеводе, что чёрный поп Антон распространяет в народе грамоту первого самозванца, однако свидетельские показания не подтвердили эту информацию, и Томило был посажен в тюрьму. Василий Бирилёв ездил, по приказу воеводы, брать в Углич попа Антона и других лиц, упомянутых в доносе Томилы. Ждан Бирилёв в 1609 году приехал в Устюжну помогать горожанам против приближавшихся поляков. Устюжане дали ему отряд из посадских людей и 20 декабря послали его на Устреку, где находился польский отряд Иосифа Застолбского. Бирилёву удалось разбить поляков, причём сам Застолбский пал, а отряд его рассеялся.

## Известные представители рода Бирилёвых
- Бирилёв, Алексей Алексеевич (1844—1915) — российский адмирал, морской министр Российской империи.
- Бирилёв Михаил Алексеевич (15.09.1831—13.11.1885) — российский морской офицер, капитан первого ранга.
- Бирилёв, Николай Алексеевич (1829—1882) — российский контр-адмирал, герой Крымской войны.
- Бирилёв, Павел Андреевич (21.06.1881—8.06.1916[1]) — штурманский офицер канонерской лодки «Кореец», мичман (1902), Георгиевский кавалер (16 апреля 1904 года) и кавалер ордена Святого Станислава 3-й степени с мечами и бантом, произведён в капитаны второго ранга (10 апреля 1916 года).